# Direktiv 2011/77/EU
Direktiv 2011/77/EU är ett europeiskt direktiv om skyddstiden för upphovsrätt och vissa närstående rättigheter inom Europeiska unionen. Direktivet ändrade direktiv 2006/116/EG och utökade upphovsrättsliga villkor för inspelningar från 50 till 70 år.
Direktiv 2011/77/EU antogs av Europaparlamentet och Europeiska unionens råd den 27 september 2011. Dessförinnan hade utkastet till direktiv godkänts av rådet den 12 september 2011 och av Europaparlamentet den 23 april 2009. Direktivet fastställer en skyddstid på 70 år, lägre än de 95 år som Europeiska kommissionen hade föreslagit i sitt ursprungliga förslag till direktiv den 16 juli 2008.

## Syftet med utbyggnaden
Det uttalade syftet med förlängningen av upphovsrättstiden för inspelning är att "föra utövande konstnärers skydd mer i linje med det som redan ges till upphovsmän – 70 år efter deras död." Löptiden i direktiv 2006/116/EG är 50 år efter publiceringen av föreställningen, eller 50 år efter föreställningen om den inte publiceras.

## Argument för och emot
Effekten av upphovsrättsförlängning för ljudinspelningar i Storbritannien (citerad av Europeiska kommissionen) föreslog att förlängningen till 95 år skulle öka intäkterna med 2,2 miljoner pund till 34,9 miljoner pund i nuvärde under de kommande tio åren. Den föreslog också att "priserna för ljudinspelningar som omfattas av upphovsrätt och utan upphovsrätt inte skiljer sig väsentligt" så att konsumenterna inte skulle påverkas.
Gowers granskning av immateriella rättigheter konstaterade att "inte är klart att förlängning av mandatperioden skulle gynna musiker och artister särskilt mycket i praktiken."  En artikel skriven av nederländska akademiker och publicerad i European Intellectual Property Review, Never Forever: Why Extending the Term of Protection for Sound Recording is a Bad Idea, drog slutsatsen att argumenten för förlängning av upphovsrätten inte var övertygande.